# Église Saint-Nicolas de Murat
L'église Saint-Nicolas est une église catholique située à Murat, en France.

## Localisation
L'église est située dans le département français de l'Allier, sur la commune de Murat.

## Historique
L'édifice est classé au titre des monuments historiques en 1931 et inscrit en 1958. Le classement porte sur l'église, sauf le clocher et la sacristie, lesquels font l'objet de l'inscription.